# The Papercut Chronicles
The Papercut Chronicles è il secondo in studio e sotto la firma di Decaydance Records e Fueled by Ramen, della band Gym Class Heroes. I singoli estratti sono Taxi Driver, un omaggio ad altre band punk e indie rock contemporanee, e Papercuts.

## Tracce
1. Za Intro – 1:40
2. Papercuts – 3:26
3. Petrified Life and the Twice Told Joke – 4:53
4. Make Out Club – 4:43
5. Taxi Driver – 1:59
6. So Long Friend – 1:14
7. Everyday's Forecast – 4:21
8. Pillmatic – 3:11
9. Simple Living – 3:06
10. Cupid's Chokehold – 4:03
11. Faces in the Hall – 4:13
12. Graduation Day – 1:44
13. Apollo 3-1-5 – 2:29
14. Wejusfreestylin'pt.2 – 1:12
15. To Bob Ross with Love – 2:38
16. Papercuts (The Reason For The Lesion) – 3:46
17. Nothing Boys vs. the Echo Factor – 4:01
18. Band Aids – 4:58